# Balıbeyi, Erzincan
Balıbeyi là một xã thuộc thành phố Erzincan, tỉnh Erzincan, Thổ Nhĩ Kỳ. Dân số thời điểm năm 2010 là 188 người.